# Dominique Gonzalez-Foerster
Dominique González-Foerster ( Estrasburgo,Francia,30 de junio de 1965) es una artista visual y educadora francés. Es conocida por su trabajo en video proyección, fotografía e instalaciones artísticas. aunque también ha trabajado en paisajismo, diseño y escritura.Vive y trabaja en París y Río de Janeiro.

## Trayectoria
Dominique González-Foerster trabajó como guardia de un museo mientras estudiaba en la École du Magasin del Centro Nacional de Arte Contemporáneo de Grenoble. Estudió más tarde en el Institute des Hautes Études en Arts Plastiques en París.

## Estilo artístico
En la década de 1990 comenzó su carrera como artista trabajando principalmente en cine. Inspirada en el cine, la literatura, la arquitectura modernista y la historia del arte, su trabajo se caracteriza a menudo por un interrogatorio tranquilo e íntimo de la vida urbana contemporánea. Utiliza a menudo fragmentos de sus viajes internacionales en su trabajo y los reúne en algo nuevo.
Según sus propias palabras se acerca al arte de manera bastante radical. Su arte tiene más que ver con el teatro y la puesta en escena que con la creación de objetos como pinturas o esculturas. Piensa que el fetichismo de los objetos es patético aunque reconoce que es una forma de abordar el arte.  Espera que sus instalaciones animen a la gente a interactuar con ellas.
Dominique González-Foerster busca procesos experimentales donde no sabe al principio cómo hacer las cosas y poco a poco aprende a ello. En las exposiciones muchas veces no tiene esa posibilidad de aprender.

"Quiero convencer a la gente de que se involucre con mi arte, de la misma manera que un escritor podría incitar a la gente a leer un libro".

## Obra

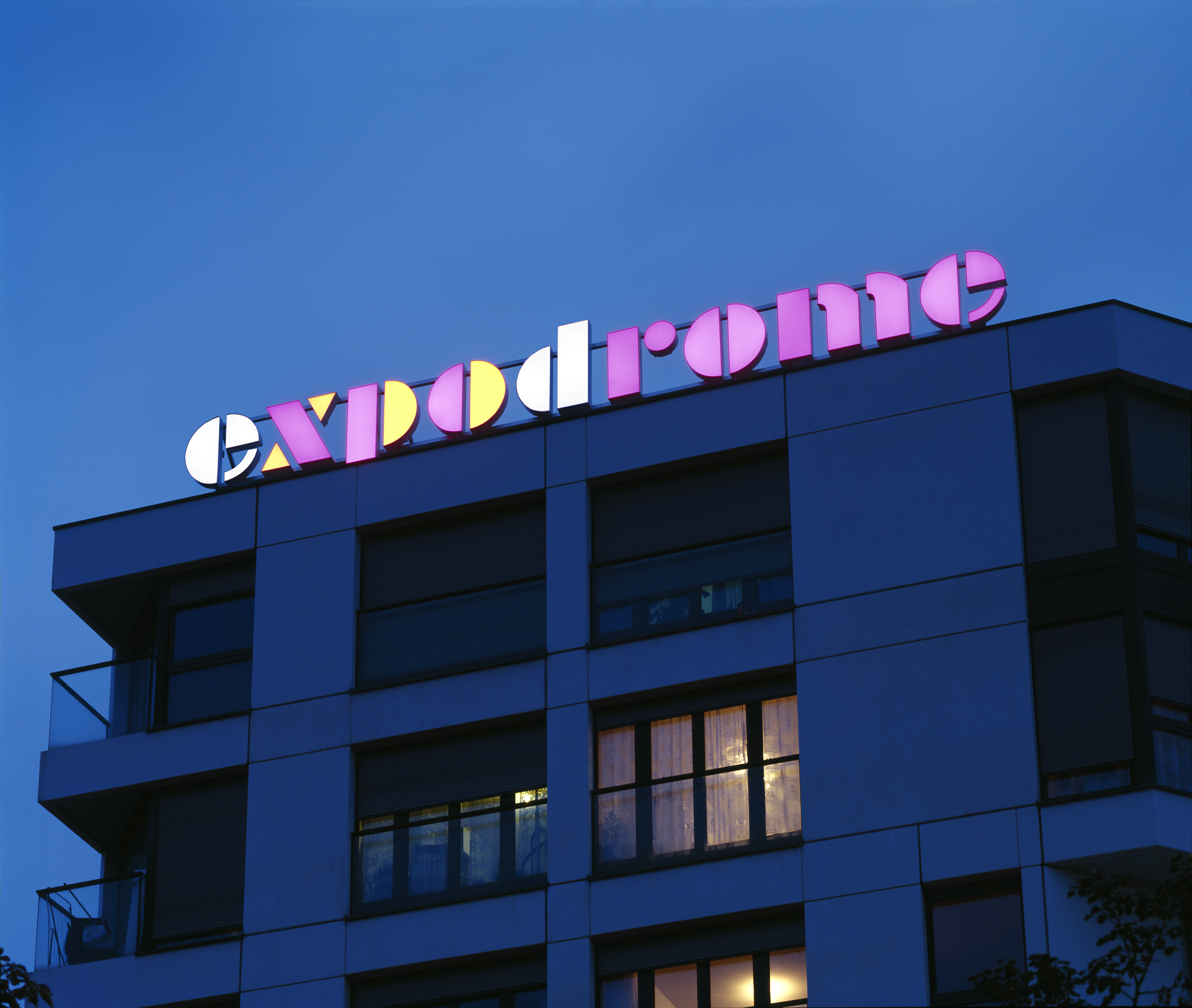
Dominique González-Foerster, Expodrome, 2008, The Neon Parallax, Ginebra

Sus primeros trabajos fueron principalmente películas cortas, minimalistas y oníricas. Ahora colabora en todo, desde escribir una novela de ciencia ficción con su colega artista Philippe Parreno hasta trabajar con el cantante de rock Alain Bashung en la escenografía.
En 2008, trabajó con el diseñadora M&M para realizar el tipo de letra de "Expodrome", una gran obra de arte pública luminosa basada en el tiempo en la azotea de un edificio en Ginebra. 
En 2009, colaboró con el compositor Ari Benjamin Meyers en “K62”, una actuación presentada en Performa 09, el festival bienal de artes escénicas de Nueva York.También ha colaborado con Nicolas Ghesquière en el diseño de expositores para las boutiques Balenciaga en Nueva York  y París. Incluso ha diseñado una casa para un coleccionista en Tokio.
Para la temporada 2015-2016, diseñó en la Ópera Estatal de Viena un cuadro de gran tamaño (176 m²) como parte de la serie de exposiciones "La cortina de seguridad", concebida por Museum in Progress .  
En 2023 su obra se basa en dioramas,con los que relaciona el pasado con el presente, los movimientos sociales con  la sociedad....

### Selección de obras
- Bienvenid@ lo que crees ver , 1988 (Instalación)
- Nuestros 70 , 1992 (Instalación)
- RWF (Cámara) , 1993 (Instalación)
- Una habitación en la ciudad , 1994 (Instalación)
- Isla de la Belleza , 1996 (Vídeo) con Ange Leccia
- Salón Brasilia , 1998 (Instalación)
- Riyo , 1999 (Vídeo)
- Cine en Casa Marzo , 2000 (Instalación)
- Parque: Plan de Escape , 2002 (Instalación, Documenta 11)
- Parque Atómico , 2004 (Vídeo)
- Parque Central , 2006 (Vídeo)
- Roman de Münster , 2007 (Instalación)
- EXPODROME, 2008 (instalación luminosa en el espacio público), Ginebra
- TH.2058 , 2008 (Instalación)
- Parque del Desierto , 2010 (Instalación) en Inhotim , Brasil
- Bella como el día , 2012 (Vídeo) con Tristan Bera

### Exposiciones
Su primera exposición individual en la ciudad de Nueva York, Equinimod and Costumes, se llevó a cabo en 2014 en 303 Gallery y contó con una instalación artística de su guardarropa.  
También ha realizado exposiciones individuales en el Centre Pompidou, la Dia Art Foundation, la Kunsthalle Zürich, el Musée d'Art Moderne de Paris, el Museo de Arte Contemporáneo de Castilla y León, el Museo Nacional Centro de Arte Reina Sofía, el Museo Solomon R. Guggenheim y la Tate Modern. Participó en la Bienal de Arte de São Paulo 2006, y en la Bienal de Venecia 2009. 
Entre sus exposiciones recientes se encuentran:
M.2062 en el Stedelijik Museum, Amsterdam; Belle Comme le jour en el Art Unlimited de Basilea; T.1912 en el Guggenheim Museum de Nueva York; TH.2058 en la Tate Modern de Londres; Expodrome en el Musée d’art moderne de la Ville de Paris; Multiverse en el Kunsthalle de Zürich; y Dominique Gonzalez – Foerster – Prix Marcel Duchamp en el Centre Pompidou de París. 

#### Sala de Turbinas de la Tate Modern[27]
El espectáculo se tituló "The Unilever Series: Dominique Gonzalez-Foerster: TH.2058" y apareció en el Turbine Hall de la Tate Modern de Londres  del 14 de octubre de 2008 al 13 de abril de 2009. En la inauguración del espectáculo, Dominique dijo: "Hace algunos meses, solía despertarme en el silencio de la noche para pensar en lo que iba a hacer. Pero ya no. La gente me pregunta: '¿Tienes miedo?' No, no tengo miedo. Si lo tuviera, no lo haría. Más bien, estoy emocionado. Estoy poniendo un tercio de mi energía en mantener la calma. El trabajo es a tal escala que si tuvieras demasiado emocionado, explotarías".  El espectáculo fue su primer encargo público en el Reino Unido y llenó la mitad de la sala de 3.400 metros cuadrados. "TH.2058, de Dominique González-Foerster, imagina la Tate Modern 50 años en el futuro, ambientada en un Londres azotado por lluvias perpetuas. 
La Tate Modern se utiliza como refugio para personas, espacio de almacenamiento para obras de arte y restos de La gran Sala de Turbinas está llena de réplicas monumentales de obras escultóricas icónicas, las filas de literas están repletas de libros y en una pantalla gigante se proyecta continuamente La última película, compuesta por breves extractos de películas de ciencia ficción. 
El cine sugiere un estado potencial de catástrofe así como la posibilidad de una memoria colectiva. 

#### Sociedad Hispánica de América
La instalación en la Hispanic Society of America de Nueva York se instaló en 2009 y se tituló "cronótopos y dioramas". La Sociedad Hispánica de América es un museo y biblioteca de investigación con una impresionante colección de pinturas, objetos decorativos, libros, documentos, grabados y fotografías. Sin embargo, Dominique descubrió que sólo tenía una oferta limitada de literatura del siglo XX y quería llenar los vacíos. Pidió la ayuda de expertos del Museo Americano de Historia Natural. El proyecto implicó la creación de tres hábitats en los que los volúmenes de casi 40 autores reemplazaron la fauna disecada. Uno evoca agua y verticalidad; otro, aridez y planitud; el tercero, enredaderas. Representan tres zonas: América del Norte, el Desierto y los Trópicos. Aparte de los libros, cada diorama contiene un único y mudo rastro de presencia humana. En la escena submarina del océano hay un barril de petróleo. En la escena del desierto hay ruinas de un búnker de hormigón. En el escenario tropical hay una desolada casa de cristal. Cada uno de ellos muestra el desgaste del paso del tiempo. Muchos de los libros de los dioramas tratan sobre la ansiedad y el exilio. También creó un caligrama del tamaño de un mural (una disposición de palabras que crea una imagen visual relacionada). Éste es el concepto de cronotopo de Mikhail Bakhtin; "funcionando como medio primario para materializar el tiempo en el espacio con la novela". La instalación se encuentra en un anexo de la biblioteca.

## Colecciones
El trabajo de González-Foerster se encuentra en las colecciones del Centro Pompidou, la Fundación Dia Art, el Guggenheim, la Fundación Louis Vuitton, el Museo M+, el Moderna Museet y la Tate Modern. 

## Premios y reconocimientos
- En 1996 recibió una residencia artística en Villa Kujoyama, Kioto.
- Premio Mies van der Rohe en Krefeld en 1996.
- Premio Marcel Duchamp en París en 2002.[5]